# 直奉戰爭
直奉戰爭，北洋政府時期，直系軍閥和奉系軍閥在中國北方先後於1922年、1924年進行的兩次戰爭，直系先勝後敗，奉系則先敗後勝。

## 第一次直奉戰爭
第一次直奉戰爭，發生於1922年4月28日至5月5日，孫中山、段祺瑞和張作霖聯盟以對抗直系曹锟和吳佩孚，4月，奉軍入山海關，29日第一次直奉戰爭爆發。吳佩孚為總司令指揮七個師、五個旅約十萬人，兩軍在馬廠、長辛店展開激戰，吳佩孚出奇兵繞道攻擊奉軍後方，奉軍腹背受敵；再加上奉軍第十六師臨陣倒戈，全陣崩潰。於是孫中山從北伐途中回廣州，卻被陳炯明困於永豐艦，最後直系獲勝，張作霖敗退出山海關，經外國傳教士調停，雙方停戰。吳佩孚逼迫徐世昌下野，迎回黎元洪，1923年6月曹錕逼黎去职，於10月以賄選當上總統，為人所不恥，促成奉皖粵聯合反直陣線。

## 第二次直奉戰爭
1924年9月4日，张作霖响应浙卢通电“率兵入关”，以镇威军名义，自任奉军总司令，至9月15日向朝阳方面前进。以第一、三军攻击山海关、九门口一线：第二军攻击热河南路并朝阳、凌源、冷口一线；第四军在锦州为总预备队；第五、六军，负责进攻热河北路。
9月14日吴佩孚由洛阳赴京后，曹锟发出讨伐张作霖的命令，任命吴佩孚为讨逆军总司令，在中南海四照堂设司令部。17日，吴佩孚在四照堂点将。以十五师师长彭寿莘任第一军总司令兼第一路司令，冯玉荣任第一路副司令，以第二十三师师长王维城任军副司令兼第二路司令，葛树屏任第二路副司令，第九师师长董政国任军副司令兼第三路司令，沿京奉线前进攻辽沈；第十三师师长王怀庆任第二军总司令，米振标任军副司令，出喜口直攻热河；第十一师师长冯玉祥任第三军总司令，张之江任第一路司令，李鸣钟任第二路司令，出古北口直攻开鲁。张福来任后援军总司令，曹锳、胡景翼、张席珍、杨清臣、靳云鹗、阎治堂、张治功、李治云、潘鸿钧、谭庆林分任十路援军司令，曹士杰、林起鹏、田维勤、马灿林、吴长植、张金标分任二、四、五、八、九、十路援军副司令。以杜锡珪充任海军总司令。以郑士琦充任海疆防御总司令，靳云鹏任总指挥，以防御海岸。敖景文任航空总司令，分驻北戴河、滦县、朝阳及航空处。史称“四照堂点将”。
张作霖令姜登选第一军和张学良第三军组成联军指挥部。从9月17日起，双方在山海关发生多次交火。9月29日，30日，奉军以火炮和飞机对直军实施猛烈轰炸，相继占领万家屯、龙王庙、姚家庄。10月7日，张作霖下达总攻击令，奉军第一、三军全线出击。10月8日，姜登选直接指挥第十九旅实施包抄，占领九门口，奉军突破直军防线。在热河方向，9月15日，奉军第二军进入义州，16日占领阜新，23日占领朝阳县城，10月8日占领赤峰。第二军先头部队随即向冷口进攻,形成夹击。
冯玉祥收到时任吴佩孚参谋长张方严进兵催促时，他认为直军失败已是定局，遂于10月23日，以鹿钟麟部抵北京，监禁总统曹锟，孙岳部向南苑，胡景翼部回通州。24日，北京下令停战，解除吴佩孚职务。冯玉祥将其军队改称为“国民军”。
10月24日，奉军乘势发动对直军猛攻，先后占领山海关、秦皇岛、唐山等地，国民军攻击直系占领天津。吴佩孚于11月3日塘沽乘舰南下。

## 第三次直奉战争
在第二次直奉战争中失败后、1925年10月吴佩孚在武汉就任十四省讨贼联军总司令，发动反奉战争，图谋东山再起。